# 陳妙登
陳妙登（440年代—？），劉宋明帝劉彧的妃子。丹陽郡建康縣（江苏省南京市）人，出身屠戶。

## 生平
宋孝武帝劉駿經常派遣尉司尋求貌美的女子。陳妙登家在建康縣界，家貧，有草屋兩三間。劉駿出巡路過，問尉司：「御道旁怎麼會有草屋，這家人一定很貧窮。」因此賜錢三萬，命令蓋瓦屋給這戶人家。尉司親自送錢去，陳家人並不在，只有當時十二三歲的陳妙登在家。尉司見其容質甚美，立刻秉告劉駿，於是迎陳妙登入宮。
陳妙登一直住在太后路惠男宮內，未獲臨幸。幾年後，太后向劉駿請求將陳妙登賜給湘東王劉彧為妾。劉駿應允。陳妙登受劉彧寵愛約一年後，劉彧又將陳妙登賜給大臣李道兒。不久劉彧又迎回陳妙登，之後陳妙登在463年生下廢帝劉昱，故民間皆呼劉昱為李氏子，劉昱本人常自稱李將軍，或自謂李統。
472年，儿子劉昱即位。由于儿子的嫡母王貞風健在，陳妙登不能稱太后，只尊皇太妃，尊荣与东晋的皇太妃李陵容相当。刘昱欲杀大将萧道成，陈妙登以萧道成有功为由劝阻。但萧道成却害怕，于477年杀劉昱，立皇弟安成王刘準为帝，追废刘昱为苍梧王。陳妙登被降为苍梧王太妃，后事无载。
伯父陳照宗，官位中书通事舍人。叔父陳佛念，官至步兵校尉。哥哥陳敬元，官至通直郎、南鲁郡太守。

## 外部連結
[在维基数据编辑]
 《南史·卷11》，出自李延壽《南史》